# Нитрид тантала
Нитрид тантала — бинарное неорганическое соединение металла тантала и азота с формулой TaN, 
тёмно-синие или чёрные кристаллы, 
не растворимые в воде.

## Получение
- Нагревание порошкообразного тантала в азотно-водородной атмосфере:

{\displaystyle {\mathsf {2Ta+N_{2}\ {\xrightarrow {T}}\ 2TaN}}}
- Разложение нитрида тантала(V) при сильном нагревании в аммиачной атмосфере:

{\displaystyle {\mathsf {Ta_{3}N_{5}\ {\xrightarrow {T}}\ 3TaN+N_{2}}}}
- Пропускание смеси хлорид тантала(V) и азота над разогретой вольфрамовой проволокой:

{\displaystyle {\mathsf {2TaCl_{5}+N_{2}\ {\xrightarrow {2500-2800^{o}C}}\ 2TaN+5Cl_{2}}}}

## Физические свойства
Нитрид тантала образует тёмно-синие или чёрные кристаллы 
гексагональной сингонии, 
пространственная группа P 63mc, 
параметры ячейки a = 0,305 нм, c = 0,494 нм, Z = 2.
По другим данным параметры ячейки a = 0,518 нм, c = 0,2908 нм, Z = 3.
Не растворяется в воде.
Хорошо проводит электрический ток.

## Применение
- В производстве изделий микроэлектроники.